# Adri Castellano
Adrián Rafael Castellano Cobacho, detto Adri (Cordova, 26 giugno 1994), è un calciatore spagnolo, difensore dell'Atlético Sanluqueño.

## Carriera
Ha giocato nella seconda divisione spagnola.

## Statistiche

### Presenze e reti nei club
Statistiche aggiornate al 2 novembre 2021.
| Stagione             | Squadra              | Campionato           | Campionato | Campionato | Coppe nazionali | Coppe nazionali | Coppe nazionali | Coppe continentali | Coppe continentali | Coppe continentali | Altre coppe | Altre coppe | Altre coppe | Totale | Totale |
| Stagione             | Squadra              | Comp                 | Pres       | Reti       | Comp            | Pres            | Reti            | Comp               | Pres               | Reti               | Comp        | Pres        | Reti        | Pres   | Reti   |
| -------------------- | -------------------- | -------------------- | ---------- | ---------- | --------------- | --------------- | --------------- | ------------------ | ------------------ | ------------------ | ----------- | ----------- | ----------- | ------ | ------ |
| 2012-2013            | Real Madrid C        | SDB                  | 11         | 0          |                 | -               | -               |                    | -                  | -                  |             | -           | -           | 11     | 0      |
| 2013-2014            | Real Madrid C        | SDB                  | 21         | 0          |                 | -               | -               |                    | -                  | -                  |             | -           | -           | 21     | 0      |
| Totale Real Madrid C | Totale Real Madrid C | Totale Real Madrid C | 32         | 0          |                 | -               | -               |                    | -                  | -                  |             | -           | -           | 32     | 0      |
| 2014-2015            | Almería B            | SDB                  | 35         | 1          |                 | -               | -               |                    | -                  | -                  |             | -           | -           | 11     | 0      |
| 2015-2016            | Almería B            | SDB                  | 15         | 0          |                 | -               | -               |                    | -                  | -                  |             | -           | -           | 15     | 0      |
| Totale Almería B     | Totale Almería B     | Totale Almería B     | 50         | 1          |                 | -               | -               |                    | -                  | -                  |             | -           | -           | 50     | 1      |
| 2015-2016            | Almería              | SD                   | 3          | 0          | CR              | 3               | 0               |                    | -                  | -                  |             | -           | -           | 6      | 0      |
| 2016-2017            | Celta Vigo B         | SDB                  | 24         | 0          |                 | -               | -               |                    | -                  | -                  |             | -           | -           | 24     | 0      |
| 2017-2018            | Granada B            | SDB                  | 36         | 0          |                 | -               | -               |                    | -                  | -                  |             | -           | -           | 36     | 0      |
| 2018-2019            | Granada              | SD                   | 7          | 0          | CR              | 1               | 0               |                    | -                  | -                  |             | -           | -           | 8      | 0      |
| 2019-2020            | Numancia             | SD                   | 21         | 1          | CR              | 0               | 0               |                    | -                  | -                  |             | -           | -           | 21     | 1      |
| 2020-2021            | Ponferradina         | SD                   | 18         | 0          | CR              | 0               | 0               |                    | -                  | -                  |             | -           | -           | 18     | 0      |
| 2021-2022            | Ponferradina         | SD                   | 1          | 0          | CR              | 0               | 0               |                    | -                  | -                  |             | -           | -           | 1      | 0      |
| Totale Ponferradina  | Totale Ponferradina  | Totale Ponferradina  | 19         | 0          |                 | 0               | 0               |                    | -                  | -                  |             | -           | -           | 19     | 0      |
| Totale carriera      | Totale carriera      | Totale carriera      | 192        | 2          |                 | 4               | 0               |                    | -                  | -                  |             | -           | -           | 196    | 2      |